# Антеверсия
Антеверсия (лат. anteversioh) — так называется наклонение какого-либо органа вперёд. 
Например, в гинекологии такое изменение в положении матки, при котором основание матки несколько наклонено вперед. Существует также схожий по смыслу термин - «антефлексия».
Антеверсия может быть нормальной или патологической.